# Jennifer Warren
Jennifer Warren (New York, 12 agosto 1941) è un'attrice statunitense.

## Filmografia parziale

### Attrice

#### Cinema
- Sam's Song, regia di John Broderick e John Shade (1969)
- Bersaglio di notte (Night Moves), regia di Arthur Penn (1975)
- Colpo secco (Slap Shot), regia di George Roy Hill (1977)
- Un altro uomo, un'altra donna (Un autre homme, une autre chance), regia di Claude Lelouch (1977)
- Castelli di ghiaccio (Ice Castles), regia di Donald Wrye (1978)
- Fatal Beauty, regia di Tom Holland (1987)

#### Televisione
- Kojak – serie TV, episodio 5x08 (1977)
- Amazzoni (Amazons), regia di Paul Michael Glaser – film TV (1984)
- Il profumo del successo (Paper Dolls) – serie TV, 13 episodi (1984)
- Hooperman – serie TV, 4 episodi (1988-1989)
- Prove mortali (Dying to Belong), regia di William A. Graham – film TV (1997)

### Regista
- Scelte proibite (The Beans of Egypt, Maine) (1994)
- Partners in Crime (2000)